# Сяо Хон
Ся́о Хон (кит. спр. 萧红, піньїнь: Xiāo Hóng, акад. Сяо Хун; 1 червня 1911–22 січня 1941) — видатна китайська письменниця часів старої Китайської Республіки, яка разом з Лю Бічен, Ши Пінмей і Джан Айлін входить до «четвірки найталановитіших жінок Китайської Республіки».

## Імена та псевдоніми
- Дитяче ім'я: Джан Жонхва (кит.: 張榮華);
- Шкільне ім'я: Джан Сюхвань (кит.: 張秀環);
- Справжнє ім'я: Джан Найїн (кит.: 張廼瑩);
- Псевдоніми: Сяо Хон (кит.: 蕭紅), Цяо Їнь (кит.: 悄吟), Лін-Лін (кит.: 玲玲), Тянь Ді (кит.: 田娣).

## Біографія
Народилась у повіті Хулань провінції Хейлунцзян (околиці Харбіна). Сяо Хон була онукою заможного землевласника, тому мала змогу змалку отримувати гарну освіту. Однак її дитинство не було щасливим: мати померла, коли дівчинці було лише дев'ять років, батько ж, за її спогадами, був жадібним, жорстоким і байдужим до сім'ї. Розрадою для дитини був люблячий та турботливий дідусь.
У 1927 році, навчаючись у першій у Харбіні школі для дівчат, Сао Хон познайомилась із ідеями Руху четвертого травня, китайською та іноземною літературою, а також живописом. Проте згодом вона була виключена зі школи через роман із вчителем.
У 1929 році Сяо Хон була вимушена втекти з дому до Пекіна, оскільки батько вирішив видати її заміж за розрахунком. Подальші події достеменно невідомі. Є свідчення, що Сяо Хон, перебуваючи в Пекіні, мала роман із одруженим чоловіком. По одній із версій, наречений Ван Еньдзя вирушив за втікачкою слідом, і врешті та здалася і погодилась жити із ним. У 1932 році Сяо Хон повернулась у Харбін, де Ван Еньдзя або інший коханець кинув її, залежну від опіуму і вагітну, у готелі. Опинившись у злиднях, вона була змушена віддати дитину на усиновлення. Без коштів й у відчаї Сяо Хон написала в місцеву газету прохання про допомогу. Редактор, шокований історією, задля підтвердження правдивості розповіді відрядив до письменниці літератора Сяо Дзюня (справжнє ім'я: Льов Хонлінь), який був зачарований письменницьким талантом Сяо Хон і підтримав її. Вони зійшлись і з серпня 1932 року жили разом, а також разом приєдналися до групи молодих лівих авторів. Але нові стосунки теж були складними: Сяо Дзюнь мав славу бабія, іноді бив Сяо Хон.
У 1931 році Японія окупує Манджурію, і в 1934 році після конфлікту з окупаційною владою пара тікає до Шаньдуну. Причиною конфлікту з японською адміністрацією стали збірка оповідань письменницького дуету «Мандри» (кит.: 跋涉, 1933) та повість Сяо Хон «Поле життя та смерті». Обидві книжки були заборонені японською цензурою, що не завадило їм стати популярними серед китайських читачів. Сяо Хон одною з перших зобразила у своїх творах тягар життя простих китайських селян під японською владою.
Наступні кілька років Сяо Хон постійно переїздить і знайомиться із іншими китайськими діячами культури: відвідує Ціндао на запрошення Мей Ліні, у Шанхаї здружується з Лу Сюнем, буває у Вухані, Чунціні, Гонконзі. Під час цих подорожей багато пише, зокрема спільно з Сяо Дзюнем. Тоді ж постійна дорога та бідне життя підривають її здоров'я.
Після смерті свого друга Лу Сюня у 1936 році раптово майже припиняє писати та їде до Японії, однак уже в 1937 році повертається до Китаю через початок відкритої Японсько-китайської війни.
У 1938 році Сяо Хон розриває стосунки з Сяо Дзюнем і зустрічає Дваньму Хонляна, у якого закохується. У травні того ж року у Вухані Дваньму Хонлян і Сяо Хон, яка тоді була на п'ятому місяці вагітності, одружилися. Дитина померла менш ніж через дві доби після народження. З 1940 року пара жила у Гонконзі.
Померла 22 січня 1942 року в розореному війною Гонконзі у віці 30 років від туберкульозу. Останки Сяо Хон були перепоховані в 1957 році в Гуанчжоу.

## Творчість
Письменниця зіштовхнулась із прохолодним ставленням та ігноруванням із боку колег-сучасників, все ще переконаних у провідній ролі чоловіків як творців серйозної літератури.
Твори Сяо Хон просякнуті темою цінності людського буття і значною мірою є проекцією особистого досвіду. Її тексти містять багато майстерно описаних фактів про звичаї та побут Північно-Східного Китаю початку ХХ століття, а також критичний погляд на традиційне суспільство, зокрема менталітет його представників, який штовхає людину у бік деградації.
Сяо Хон є автором таких творів як «Між життям і смертю», «Березень у провінції» та «Ма Боле».
Українські переклади
- «Бувальщини містечка на річці Хулань».